# Ramón Briones Luco
 (juillet 2023).
Ramón Briones Luco (Chimbarongo, 6 décembre 1872 - Santiago, 16 août 1949) est un avocat et politique radical chilien.

## Biographie

### Début de carrière
Il étudie au Collège Saint Thomas d'Aquin, à l'Institut National et à la Faculté de Droit à l'Université du Chili. Il prête serment comme avocat le 26 octobre 1898. Son mémoire porte sur le divorce.
Il entre dans l'administration publique au sein du ministère des Affaires étrangères en tant que chef de la section du culte et de la colonisation, en 1896.

### Carrière politique
Militant du Parti Radical, il est élu député pour deux mandats consécutifs (1915-1921). Il intègre la Commission permanente des Affaires étrangères et Colonisation. Il préside la Chambre des Députés (1918-1920).
Il présente à la Chambre des Députés le premier projet sur le divorce qui n'a pas été approuvé. Il envoie aussi des projets d'instruction primaire laïque et obligatoire, des droits des salariés, de risque professionnel et d'accidents du travail.
En 1918, il est ministre des Industries, des Travaux publics et des Chemins de fer. Il est membre du Tribunal d'Honneur. Il est avocat du Conseil de Défense fiscale.
Élu sénateur pour la province de Tarapacá (1921-1926). Il intègre la Commission permanente de la Fiscalité et des Emprunts municipaux, de l'Agriculture, des Industries, des Chemins de fer et de la Police. Il est désigné ministre des Affaires étrangères, du Culte et de la Colonisation, en 1924, par Arturo Alessandri Palma. Cette même année il est élu président national du Parti Radical.
Il se consacre à l'écriture d'articles dans des journaux et des revues. Il est décoré de la Grande Croix de la Couronne italienne. Il appartient à la Société Scientifique du Chili, à la Ligue de Protection des Étudiants pauvres, d'hygiène sociale. En 1939, il est nommé directeur et conseiller de la Banque centrale ainsi qu'ambassadeur du Chili en Italie. Il rentre au Chili, en 1940) et il abandonne la politique.
Une rue de la commune La Cisterna porte son nom.